# Asplenium carnavonense
Asplenium carnavonense är en svartbräkenväxtart som beskrevs av Patrick J. Brownsey. Asplenium carnavonense ingår i släktet Asplenium och familjen Aspleniaceae. Inga underarter finns listade.